# Odontocarya macarenae
Odontocarya macarenae är en tvåhjärtbladig växtart som beskrevs av Rupert Charles Barneby. Odontocarya macarenae ingår i släktet Odontocarya och familjen Menispermaceae. Inga underarter finns listade i Catalogue of Life.